# Catenhorn
Catenhorn ist ein Stadtteil von Rheine im nordrhein-westfälischen Kreis Steinfurt.
Die Bauerschaft Catenhorn liegt nordwestlich von Hauenhorst an der Kreisstraße 66 von Hauenhorst nach Neuenkirchen. Westlich von Catenhorn ist die K 66 an die B 70 angeschlossen. Am südlichen Ortsrand fließt der Frischebach, der in die östlich fließende Ems mündet. 
In Catenhorn gibt es einen Schützenverein, den Reit- und Fahrverein (mit Reithalle) und einen Waldorf-Kindergarten.

## Sehenswürdigkeiten
In der Liste der Baudenkmäler in Rheine sind für Catenhorn zwei Baudenkmale aufgeführt (Nr. 133, Nr. 134).